# Maskaselkä
Maskaselkä är en kulle i Finland. Den ligger i Savukoski i landskapet Lappland, i den norra delen av landet, 900 km norr om huvudstaden Helsingfors. Toppen på Maskaselkä är 314 meter över havet, eller 86 meter över den omgivande terrängen. Bredden vid basen är 7,2 km.
Terrängen runt Maskaselkä är huvudsakligen platt. Trakten runt Maskaselkä är nära nog obefolkad, med mindre än två invånare per kvadratkilometer.